# Peo Wester
Gösta Per-Olof "Peo" Wester, född 24 april 1938 i Krylbo, är en svensk företagsledare. 
Wester, som är son till överpostiljon Gösta Wester och Greta Carlsson, studerade vid Gymnastiska Centralinstitutet 1959–1961 och blev filosofie kandidat 1965. Han var anställd vid Gymnastiska Centralinstitutets fysiologiska institution 1961–1963, fritidsintendent i Nacka stad 1963–1965, generalsekreterare för Svenska Ishockeyförbundet 1965–1969, för Ishockey-VM i Stockholm 1969, sportchef på Sveriges Radio 1969–1972 samt marknadsdirektör och ställföreträdande verkställande direktör på Williams Förlags AB 1972–1975. Han har varit innehavare av eget konsultföretag sedan 1975.